# Barbour County (Alabama)
Das Barbour County ist ein County im Bundesstaat Alabama der Vereinigten Staaten. Der Verwaltungssitz (County Seat) ist Clayton.

## Geographie
Im südöstlichen Alabama gelegen, grenzt das Barbour County im Osten an den Nachbarstaat Georgia, wobei der Grenzverlauf durch den Chattahoochee River gebildet wird. Es hat eine Fläche von 2.341,7  Quadratkilometern, wovon 50,8 Quadratkilometer Wasserflächen sind. Es grenzt im Uhrzeigersinn in Alabama an folgende Countys: Russell County, Henry County, Dale County, Pike County und Bullock County.

## Geschichte
Die ersten weißen Siedler der Region stammten aus den beiden Carolinas, Georgia und Virginia. Das Gebiet gehört in Teilen zu dem Land, das die Muskogee nach der Niederlage im Creek-Krieg im August 1814 im Vertrag von Fort Jackson an die Vereinigten Staaten abtreten mussten. Dazu wurden bei der Gründung des Countys am 18. Dezember 1832 Teilen des Pike Countys ergänzt. Benannt wurde es nach James Barbour, einem Gouverneur von Virginia, Abgeordneten im Senat der Vereinigten Staaten, Kriegsminister und Botschafter in London. Aufgrund seiner klaren Position für die Sklaverei war Barbour in den Südstaaten sehr populär. Der erste Sitz der Countyverwaltung war Louisville, der frühere County Seat des Pike Countys, im März 1834 wurde es wegen seiner zentraleren Lage das heutige Clayton. Weitere frühe Städte im County waren das heute nicht mehr existierende Williamstown und Eufala. 1854 entstand das erste gemauerte Courthouse, das 1924 umgebaut und vergrößert wurde. Als in den 1870er Jahren Eufala Clayton an Bevölkerungszahl und Bedeutung überholte, entstand eine Debatte über die Verlegung der Hauptstadt. Schließlich einigte man sich auf einen Kompromiss, nach dem die Verwaltung auf beide Orte verteilt wurde. In den 1960er Jahren wurde das alte Courthouse abgerissen und durch einen Neubau ersetzt.
19 Bauwerke und Stätten im County sind im National Register of Historic Places (NRHP) eingetragen (Stand 30. März 2020), wobei das Henry D. Clayton House den Status eines National Historic Landmarks  hat.

## Demographische Daten

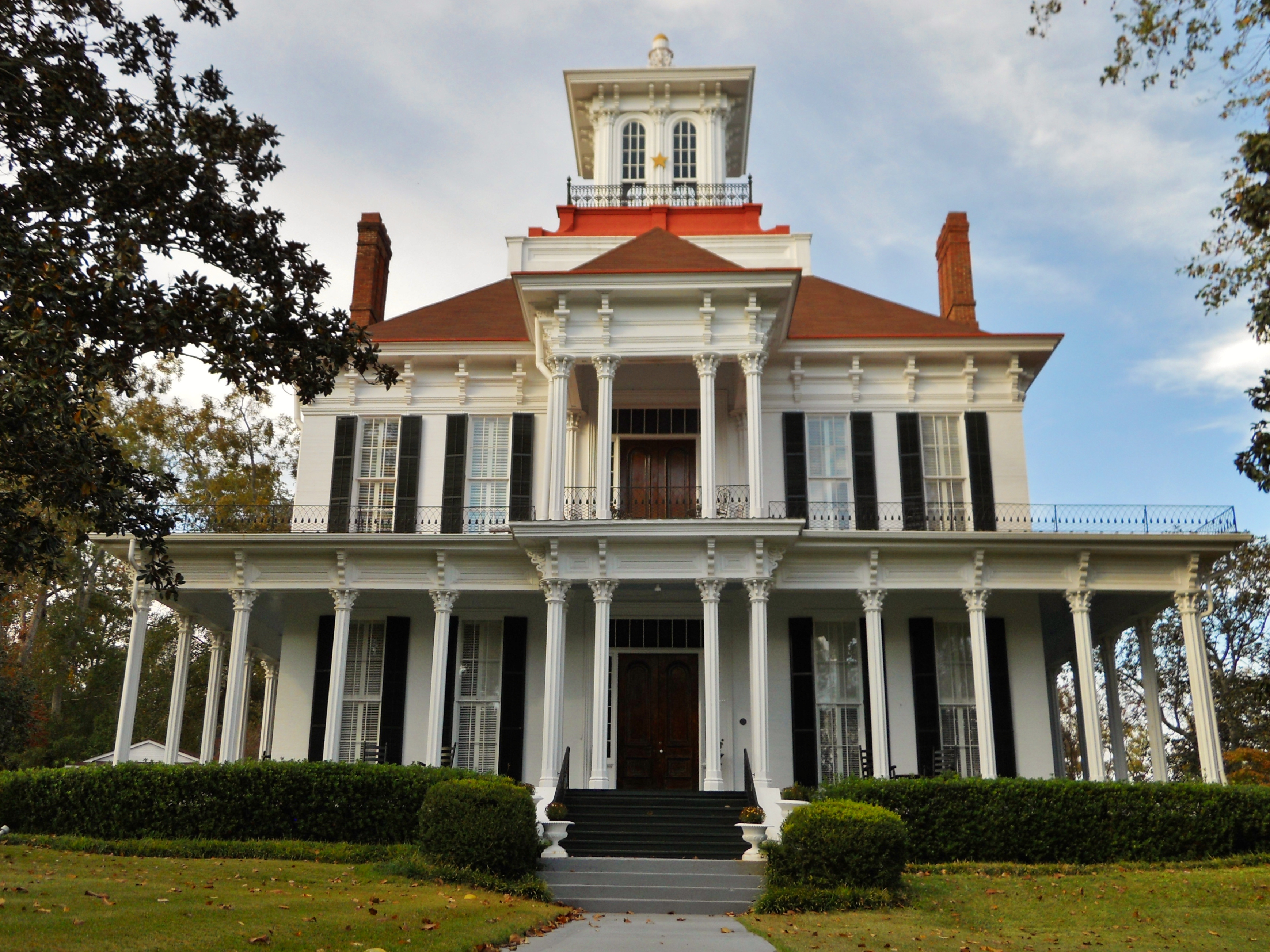
Kendall Manor ist seit Januar 1972 im NRHP eingetragen.

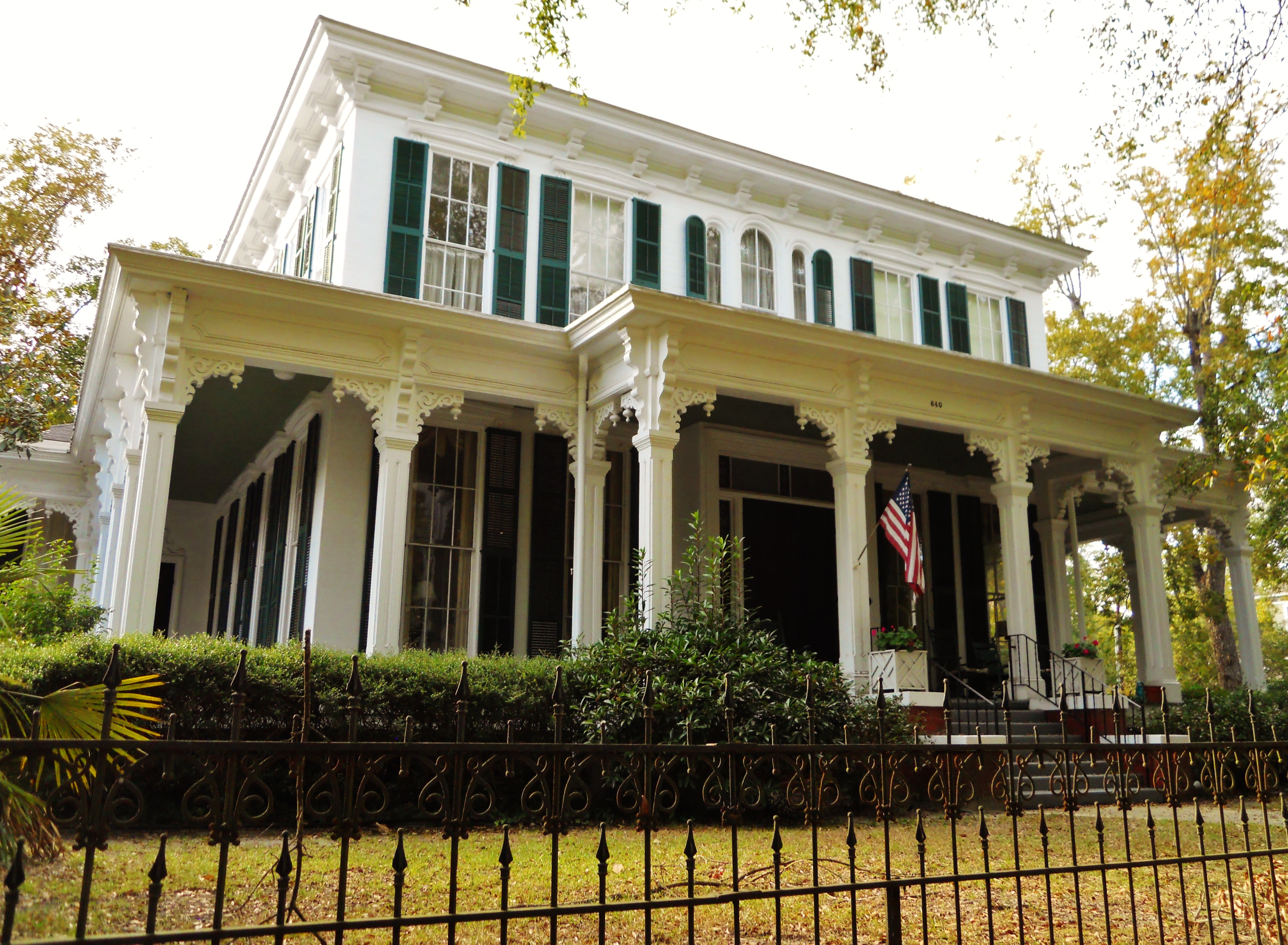
Das Drewry-Mitchell-Moorer House steht seit April 1972 im NRHP.

Nach der Volkszählung im Jahr 2010 lebten im Barbour County, (FIPS-Nr.: 1005), 27.457 Menschen in 9.795 Haushalten. Die Bevölkerungsdichte betrug 19,28 Einwohner pro Quadratkilometer, was einer Veränderung von −1,2 Prozent im Vergleich zur Volkszählung von 2000 bedeutet. Ethnisch betrachtet setzte sich die Bevölkerung zusammen aus 51,0 Prozent Weißen, 46,9 Prozent Afroamerikanern, 0,6 Prozent amerikanischen Ureinwohnern, 0,4 Prozent Asiaten, 0,2 Prozent Hawaiianern und Bewohnern aus dem pazifischen Inselraum. 0,8 Prozent stammten von zwei oder mehr Ethnien ab, 5,3 Prozent der Einwohner waren spanischer oder lateinamerikanischer Abstammung.
Von den 9.795 Haushalten hatten 28,0 Prozent Kinder oder Jugendliche unter 18 Jahren, die mit ihnen zusammen lebten. Die durchschnittliche Haushaltsgröße betrug 2,52 Personen.14,6 Prozent waren 65 Jahre oder älter und 2.327 Personen waren Veteranen. 12.768 (46,5 Prozent) waren weiblich und 14.689 (53,5 Prozent) waren männlich.
Das jährliche Durchschnittseinkommen eines Haushalts betrug 9.795 USD,  das Prokopfeinkommen betrug 15.875 USD.
2010 gab es im County 1.667 Unternehmen, von denen 0,0 Prozent von Afroamerikanern betrieben wurden, 0,0 Prozent von amerikanischen Ureinwohnern, 0,0 Prozent von Personen asiatischer Abstammung, 0,0 Prozent von Hawaiianern oder Bewohnern aus dem pazifischen Inselraum, 0,0 Prozent von Personen spanischer oder lateinamerikanischer Abstammung und 27,0 Prozent von Frauen betrieben wurden.

## Orte
- Akinsville
- Bakerhill
- Batesville
- Baxters
- Bells Crossroads
- Bethel
- Blue Springs
- Clayton
- Clio
- Comer
- Cotton Hill
- Doster
- Edgefield
- Elamville
- Eufaula
- Gaino
- Garmon Crossroads
- Hawkinsville
- Hobdy
- Hoboken
- Howe
- Lime Sink
- Lindsey
- Louisville
- Lugo
- Mount Andrew
- Oateston
- Osco
- Pleasant Hill
- Pratts
- Richards Crossroads
- Sandy Point
- Spring Hill
- Star Hill
- Teals Crossroads
- Terese
- Texasville
- Tullis
- Tyler Crossroads
- White Oak
- Wylaunee